# Lehtikivi
Lehtikivi är ett flyttblock i Finland.   Det ligger på gränsen, där denna ändrar riktning mellan kommunerna Pyttis och Kouvola i landskapet Kymmenedalen, i den södra delen av landet, 110 km nordost om huvudstaden Helsingfors. Lehtikivi ligger 27 meter över havet.

## Omgivningar och klimat
Terrängen runt Lehtikivi är mycket platt, och sluttar söderut. Runt Lehtikivi är det ganska tätbefolkat, med 134 invånare per kvadratkilometer. Närmaste större samhälle är Anjala, 9,0 km öster om Lehtikivi. I omgivningarna runt Lehtikivi växer i huvudsak blandskog.
Inlandsklimat råder i trakten. Årsmedeltemperaturen i trakten är 2 °C. Den varmaste månaden är juli, då medeltemperaturen är 17 °C, och den kallaste är januari, med −13 °C.